# Kodeks 060
Kodeks 060 (Gregory-Aland no. 060), ε 13 (von Soden) – grecki kodeks uncjalny Nowego Testamentu pisany na pergaminie, paleograficznie datowany jest zwykle na VI wiek. Reprezentuje mieszaną tradycję tekstualną. Fragment przechowywany jest w Berlinie, wykorzystywany jest w wydaniach greckiego Nowego Testamentu, dwukrotnie został opublikowany.

## Opis
Kodeks stanowiony jest przez fragment jednej pergaminowej karty, o rozmiarach 14 cm długości i 12 cm szerokości. Format, w jakim ułożone zostały karty kodeksu, jest nierozpoznawalny (ze względu na jego fragmentaryczność). Zawiera fragmenty tekstu Ewangelii Jana (14,14-17.19-21.23-24.26-28). Tekst jest pisany małą uncjałą w dwóch kolumnach na stronę, 24 linijek w kolumnie. Nie stosuje przydechów ani akcentów, stosuje dierezę. 
Grecki tekst kodeksu przekazuje mieszany typ tekstu. Kurt Aland zaklasyfikował go do kategorii III, co oznacza, że posiada niewielką wartość dla odtworzenia oryginalnego tekstu Nowego Testamentu, jest jednak ważny dla poznania jego historii.

## Warianty tekstowe
W J 14,14a stosuje wariant εαν τι αιτησητε με (o cokolwiek mnie poprosicie). Wariant fragmentu jest wspierany przez Papirus Bodmer II, Kodeks Synajski, Kodeks Watykański, Kodeks Waszyngtoński, Sangallensis, Koridethi, f13, 28, 33, 700, 892, 1230 i część rękopisów bizantyjskiej tradycji tekstualnej. Kodeks Aleksandryjski, Kodeks Bezy, Codex Cyprius, Codex Regius, Petropolitanus, 044 i część rękopisów bizantyjskiej tradycji stosują wariant εαν τι αιτησητε (o cokolwiek poprosicie). Krytycy tekstu za poprawny uważają wariant fragmentu. 
W J 14,14b stosuje wariant τουτο εγω ποιησω (ja to uczynię) zamiast εγω ποιησω (ja uczynię). Wariant fragmentu jest wspierany przez Kodeks Aleksandryjski, Kodeks Watykański, Codex Regius, 044, minuskuł 33 i inne rękopisy. Krytycy tekstu za poprawny uważają wariant εγω ποιησω. 
W J 14,15 stosuje wariant τηρησητε (przestrzegać będziecie) zamiast τηρησετε (przestrzegać będziecie). Ten sam wariant przekazuje również Bodmer II, Kodeks Synajski, 33 i kilka innych minuskułów. Krytycy tekstu za poprawny uważają wariant τηρησετε reprezentowany przez Kodeks Watykański, Codex Regius, 044, minuskuł 1010 i inne rękopisy. 
W J 14,16 fraza sześciu ostatnich słów zapisywana jest w tej samej kolejności (μεθ υμων εις τον αιωνα η – z wami na wieki będę), co w Kodeksie Watykańskim oraz Bodmerze XIV-XV i ta właśnie kolejność jest przyjmowana w krytycznych wydaniach Nestle-Alanda. Inne rękopisy szóste słowo owej frazy umieszczają na pierwszej lub trzeciej pozycji. 

## Historia
Rękopis powstał w Egipcie, znaleziony został w Egipcie, a przywieziony został do Berlina. Caspar René Gregory datował fragment na wiek VI albo VII, Kurt Aland na VI wiek. Obecnie INTF szacuje go na VI wiek . Niektórzy badacze biorą pod uwagę także wiek V. 
Hermann von Soden jako pierwszy sporządził jego opis (w 1902 roku). Określił, że rękopis jest pisany na papirusie. Gregory widział rękopis w 1903 roku, a w 1908 roku wciągnął go na listę rękopisów Nowego Testamentu i nadał mu siglum 060. W roku 1909 Gregory sporządził opis rękopisu. 
Salonius w 1927 roku jako pierwszy opublikował tekst fragmentu. Po raz drugi fragment został opublikowany przez Schmidta, Elliotta i Parkera w 2007 roku. 060 jest wykorzystywany w krytycznych wydaniach greckiego Nowego Testamentu. NA26 trzykrotnie cytuje rękopis w aparacie krytycznym. 
Kodeks przechowywany jest w Staatliche Museen (P. 5877) w Berlinie.